# Natarcie na Skierniewice (1939)
Natarcie na Skierniewice – wrześniowe walki zreorganizowanej Armii „Pomorze” z wojskami III Rzeszy. Część bitwy nad Bzurą.

## Koncepcja II fazy bitwy nad Bzurą
12 września dowódca grupy armii gen. Tadeusz Kutrzeba zdecydował się na zmianę dotychczasowego planu bitwy nad Bzurą. Przerywając natarcie na Stryków, postanowił wycofać Grupę Operacyjną gen. Knolla-Kownackiego za Bzurę, skierować ją pod Sochaczew i otworzyć drogę do Warszawy. Do osłony GO Knolla gen. Kutrzeba zdecydował użyć zaczepnie trzy dywizje Armii „Pomorze” gen. Władysława Bortnowskiego na kierunku Łowicz – Skierniewice.
Tymczasem dowództwo niemieckie zaczęło ściągać nad Bzurę jednostki z obszaru między Łodzią, Warszawą a Płockiem. Niemieckie wojska lądowe górowały nad stroną polską liczebnością. Także Luftwaffe panowało niepodzielnie nad polem bitwy.

## Przygotowania do natarcia
12 września dowódca Grupy Armii gen. Tadeusz Kutrzeba wydał rozkaz, w którym nakazywał Armii „Pomorze” w składzie 4., 16. i 15 DP, wzmocnionej Wielkopolską BK, by 13 września zgrupowała siły i w nocy z 13 na 14 września uderzyła przez Łowicz na Skierniewice, ubezpieczając się w Sochaczewie.
13 września około 16.00 do sztabu Armii „Pomorze” gen. dyw. Władysława Bortnowskiego nadszedł rozkaz podporządkowujący jej 26 Dywizję Piechoty (w zamian za 15 DP). Dowódca grupy armii generał Tadeusz Kutrzeba nakazywał też skierować Wielkopolską Brygadę Kawalerii gen. Romana Abrahama do rejonu na północ od Sochaczewa. W zarządzeniach przygotowawczych 26 Dywizji Piechoty polecono przyjąć ugrupowanie do natarcia w rejonie Kompina – Patoki i być w gotowości do działań w kierunku na południe; częścią sił dozorować Bzurę.
W Sochaczewie w dyspozycji płk. Stanisława Świtalskiego pozostawiono jeden batalion z baterią z 18 pułku artylerii lekkiej.
Natarcie na Skierniewice wykonane miało być siłą trzech dywizji piechoty: 4., 16. i 26., z zadaniem przełamania obrony nieprzyjaciela w rejonie Łowicza i opanowania lasów skierniewickich, a następnie przebijania sie ku Warszawie wraz z Armią „Poznań”, działającą na Sochaczew, lub zorganizowania silnej obrony w lasach skierniewickich i osłony odwrotu armii wielkopolskiej. Polskie związki taktyczne miały przejść do natarcia w nocy z 13 na 14 września.
Dowódca armii gen. Bortnowski zdecydował, że główne uderzenie wykona pod Łowiczem 16 Dywizja Piechoty, a pomocnicze 4 Dywizja Piechoty. Na wschodnim skrzydle uderzyć miała 26 Dywizja Piechoty z zadaniem osłony głównego kierunku uderzenia, ewentualnie oskrzydlenia od wschodu nieprzyjaciela walczącego z 16 Dywizja Piechoty.
Przy pomocy lotnika dowódca armii próbował też nawiązać współdziałanie z Armią „Warszawa”. Generał Juliusz Rómmel obiecał wiązać nieprzyjaciela z kierunku Warszawy.
Przegrupowania wojsk i zadania
Wieczorem 13 września 4 Dywizja Piechoty przystąpiła do luzowania Wielkopolskiej Brygady Kawalerii i zajęła pozycje od Soboty do Otolic. Osłaniał I/67 pułku piechoty. 

16 Dywizja Piechoty pozostała na swoich stanowiskach pod Łowiczem.
Dowódca dywizji płk Zygmunt Bohusz-Szyszko postawił swoim pułkom następujące zadania:
- 64 pułk piechoty wzmocniony dywizjonem artylerii uderzy na wschód od Łowicza w kierunku Mysłakowa;
- 65 pułk piechoty, stanowiący odwód, przygotować się miał do spotęgowania uderzenia 64 pp na Łowicz.

4 Dywizja Piechoty płk. dypl. Józefa Werobeja otrzymała rozkaz przygotowania się do natarcia z rejonu Zduny Kościelne – Urzecz w ogólnym kierunku na jezioro Okręt i wyjścia na prawe skrzydło 16 Dywizji Piechoty. Grupa uderzeniowa dywizji w składzie 67 pp i I/14 pp, wsparta II i III/4 pal, otrzymała zadanie pobicia nieprzyjaciela znajdującego się w rejonie Dobkowice – jezioro Okręt i uchwycenia szosy Łowicz – Domaniewice. Jej kierunek głównego natarcia to Bocheń – Dąbkowice – Kwiatek.

Odwód 4 DP stanowił 63 pułk piechoty i 14 pułk piechoty, batalion ON „Jabłonowo” i batalion ON „Brodnica” oraz I/57 pułku piechoty.

 Grupę wsparcia ogólnego stanowiły I/4 pułku artylerii lekkiej, 4 dywizjon artylerii ciężkiej i I/2 pułku artylerii ciężkiej.
26 Dywizja Piechoty w południe 13 września osiągnęła rejon Rybno – lasy Braki i wysunęła linię czat nad Bzurę. Tam płk Brzechwa-Ajdukiewicz otrzymał rozkaz przejścia do rejonu Kompina – Patoki i bycia w gotowości do natarcia na Bolimów. W tym celu dowódcy pułków otrzymali od dowódcy dywizji następujące zadania: 
- 37 pułk piechoty miał stworzyć zgrupowanie uderzeniowe na prawym skrzydle w Patokach, zostawiając nad Bzurą tylko oddziały dozorujące;
- 10 pułk piechoty miał przerzucić transportem samochodowym III batalion do Kompiny w celu zajęcia przepraw przez Bzurę, a resztą pułku miała maszerować za nim;
- 18 pułk piechoty miał pozostawić II batalion i 7 kompanię do dyspozycji płk. Świtalskiego, a resztą pułku przejść do rejonu Boczki – Gągolin Północny;
- Artyleria dywizji: 8 i 5/26 pal miała odejść do dyspozycji płk. Switalskiego; II i III/26 pal miał wesprzeć 10 pp w rejonie Sromów; I/26 pal miał wzmacniać 37 pp, a 26 dac spod Gągolina Południowego wesprzeć 18 pp.

Przydzielona Armii „Pomorze” Wielkopolska BK gen. Romana Abrahama otrzymała rozkaz zdać swój odcinek obrony 4 DP, przejść na północ od Sochaczewa i wraz z grupą płk. Switalskiego ubezpieczać działania armii od wschodu. Miała ona dozorować Bzurę od Brochowa do Wisły i zapewnić wyjście z rejonu Brochowa na wschód do Puszczy Kampinoskiej.

## Natarcie na Skierniewice
Zgodnie z rozkazem dowódcy Armii „Pomorze”, 14 września o 8.00 trzy dywizje ruszyły do natarcia w kierunku na Skierniewice.
16 Dywizja Piechoty ruszyła bez artyleryjskiego przygotowania. Pierwszorzutowy 64 pułk piechoty został przykryty silnym ogniem artylerii niemieckiej. Mimo to pułk przeprawił się przez Bzurę w rejonie Łowicza i  po zaciętej walce przełamał pozycje niemieckie na południowym brzegu Bzury, zajął miasto i wyszedł na jego południowy skraj, przygotowując się do dalszego natarcia. W tym czasie Niemcy wyprowadzili kontratak, zepchnęli czołowe pododdziały 64 pp z powrotem do miasta, w którym wywiązały się ostre walki uliczne. Także uderzający na lewym skrzydle dywizji 66 pułk piechoty miał problemy z rozwinięciem natarcia. Jeszcze na pozycjach wyjściowych został zaatakowany przez Niemców prowadzących wypad na Mysłaków. Uderzenie odparto, ale natarcie pułk rozpoczął około południa.
4 DP rozpoczęła działania zaczepne zgrupowaniem ppłk. dypl. Karola Kumunieckiego. W pierwszym rzucie uderzał 67 pułk Piechoty: I batalion mjr. Michała Lipcsey-Steinera na Lisiewice, III batalion mjr. Jana Wątorka na las i wieś Dąbkowice Górne, a II batalion mjr. Mariana Tyborowskiego na Dąbkowice Dolne. W odwodzie stał I/14 pp mjr. Piotra Kundy. Pomimo silnego ognia nieprzyjacielskiej artylerii, II/67 pułku piechoty około 12.00 odrzucił pododdziały niemieckiego 102 pułku piechoty z 24 DP i części 20 pułku piechoty z 10 DP. By pomóc walczącej w rejonie Łowicza 16 Dywizji Piechoty, płk Werobej chciał wykorzystać osiągnięte na jego kierunku powodzenie i uderzyć 63 pułkiem piechoty na niemieckie tyły. Pułk ruszył przez Bzurę do Pilaszkowa, gdzie oczekiwać miał na zgodę dowódcy GO gen. Mikołaja Bołtucia do uderzenia w kierunku na Łowicz Poduchowny.
Około 8.00 oddziały 26 Dywizja Piechoty przekroczyły Bzurę bez przeszkód ze strony nieprzyjaciela. Nacierający na prawym skrzydle I/10 pułku piechoty kpt. Ludwika Ścigalskiego opanował Bednary Stare, II/10 pp mjr. Andrzeja Kulczyckiego z dużymi stratami zdobył Bednary Nowe, a przechodząca do pościgu 5 kompania kpt. Jerzego Dobrzańskiego opanowała stację kolejową Bednary. III/37 pułku piechoty mjr. Wilhelma Fedórki wszedł pomiędzy niemiecką 18 i 19 Dywizję Piechoty, opanował lasek na północ od Karolewa oraz nasyp kolejowy. W Karolewie i na wzgórzach od strony wsi Sypienie natknął się na zdecydowany opór nieprzyjaciela. Równolegle I/37 pp mjr. Henryka Reymanna wyparł z Sierzchowa ubezpieczenia niemieckiego 74 pp, a po przekroczeniu toru kolejowego zajął dwór Jasionna.
Stacjonujący w Czerniewie sztab Armii „Pomorze” do godziny 10.00 otrzymywał na ogół pomyślne meldunki bojowe z linii frontu. Meldunki te potwierdzili w rozmowie telefonicznej z gen. Bortnowskim zarówno dowódca GO gen. Bołtuć jak i dowódca 26 DP płk. Brzechwa-Ajdukiewicz. Jedynie 16 Dywizja Piechoty, a szczególnie jej 66 pułk piechoty, z trudem odpierała niespodziewane ataki nieprzyjaciela.
Około 10.00 gen. Bortnowski otrzymał informację z rozpoznania lotniczego stwierdzającą, że na wschód od Sochaczewa maszeruje duża kolumna pancerna, a jej czołowe pododdziały znajdują się około 10 km od miasta. Analizując sytuację gen. Bortnowski ocenił, że niemiecka broń pancerna może jeszcze w ciągu 14 września przekroczyć Bzurę i zagrozić tyłom jego wojsk nacierających na Skierniewice. W takiej sytuacji nakazał 26 Dywizji Piechoty zatrzymać natarcie i przyjąć ugrupowanie obronne, celem odparcia ewentualnego ataku broni pancernej.
Zaalarmowany wiadomością o pojawieniu się niemieckich czołgów, na stanowisko dowodzenia Armii „Pomorze” przybył  dowódca GA gen. Tadeusz Kutrzeba i bez głębszej analizy sytuacji zaakceptował decyzję wstrzymania natarcia 26 DP.
Tymczasem w pasie natarcia 26 DP nieprzyjaciel stawiał coraz bardziej zacięty opór, a ogień jego artylerii powodował, że oddziały polskie zalegały. Około 11.00 z rejonu Ziąbek przez rzeczkę Rawkę Niemcy wyprowadzili silne kontrataki na pozycje 26 DP. Na jej 37 pp uderzył niemiecki 74 pułk piechoty i kompania 19 bsap z 19 DP. Polski II/10 pułku piechoty zaatakowany został przez niemiecki 54 pułk piechoty i wyparty ze stacji Bednary. I/37 pułku piechoty został rozbity, część żołnierzy dostała się do niewoli, a pozostali żołnierze w dużym nieładzie wycofywali się ku Bzurze. Za nimi podążył III batalion. By zatrzymać pościg niemiecki i uporządkować cofające się pododdziały, dowódca 37 pułku piechoty ppłk Stanisław Kurcz zdecydował wprowadzić na południowy brzeg Bzury swój odwodowy II batalion. Także dowódca 10 pułku piechoty dysponował jeszcze swoim odwodem i mógł wznowić natarcie.
Po odebraniu rozkazu gen. Bortnowskiego, dowódca 26 DP wycofał swe siły za Bzurę. I/10 pp zluzował III/10 pp trzymający dotąd odcinek Bzury koło Kompiny, a ten ostatni wieczorem zajął stanowiska na wschód od Gągolina Południowego. II/10 pp pozostał w odwodzie. 37 pułk piechoty trzymał swoim II batalionem Patoki, a 6 kompanią obsadził szosę Łowicz – Sochaczew, frontem na wschód. Pozostałe bataliony zbierały się w Gągolinie Południowym. Po uporządkowaniu III batalion pomaszerował do Boczek, a poważnie osłabiony I/37 pp skierowano do Patok, aby przejął stanowiska od II batalionu, który z kolei miał zorganizować całością sił obronę frontem na wschód po obu stronach drogi Łowicz – Sochaczew i na wzgórzu 92,4. W nocy spod Sochaczewa wycofał się 18 pułk piechoty (bez II/18pp i 7 kompanii). Jego I batalion stanął w Wiciach, a II batalion (bez 7 kompanii) w Gągolinie Północnym.
Gen. Bortnowski, wydając rozkaz wstrzymania natarcia 26 Dywizji Piechoty, pozostawił gen. Bołtuciowi swobodę działania na innych kierunkach. Dowódca GO postanowił kontynuować natarcie aż do pobicia niemieckiej 18 Dywizji Piechoty i zaakceptował propozycję dowódcy 4 Dywizji Piechoty płk. Werobeja, by uderzyć 63 pułkiem piechoty ppłk. Kaczmarczyka na tyły Łowicza, na który od czoła nacierała 16 Dywizja Piechoty. Jednocześnie z uderzeniem 4 DP na południowo-zachodni skraj Łowicza, w lukę w niemieckim ugrupowaniu w kierunku wschodniej części Łowicza miał wejść 65 pułk piechoty 16 DP. Natarcie planowano rozpocząć o 16.00. Jednak sytuacja taktyczna obu dywizji uległa radykalnej zmianie. W tym czasie wszystkie oddziały 4 DP odpierały niemieckie kontrataki i nie dysponowały odwodami do przewidzianego uderzenia. Natomiast przegrupowanie 65 pp i przydzielonych do wsparcia artyleryjskiego I i III/16 pal opóźniło się i pułk przeszedł do natarcia dopiero około 17.00. Jego bataliony obeszły miasto od wschodu i zajęły jego wschodnią i częściowo południową część, okrążając tym samym walczący z 64 pułkiem piechoty niemiecki 30 pułk piechoty. Niemcy wprowadzili do walki odwodowy 51 pp, który uderzył z Zielkowic na wschodnią część Łowicza i rejon mostu oraz 54 pp działający w kierunku na Bednary − Janowice. Przewaga w artylerii spowodowała, że Niemcy zaczęli powoli wypierać z miasta siły polskie. Wskutek wycofania się 26 DP, wschodnie skrzydło ugrupowania polskiego zostało odsłonięte, a 16 Dywizja Piechoty znalazła się w tragicznej sytuacji taktycznej. Wieczorem gen. Bołtuć doszedł do wniosku, że nie ma szans na zdobycie Łowicza i rozkazał przerwać walkę, wycofać oddziały za Bzurę i zorganizować tam obronę.
Decyzje polskich dowódców wycofania się za Bzurę były dalece przedwczesne. W związku z tym gen. Bortnowski około północy przybył na stanowisko dowodzenia 26 DP, aby wyjaśnić, co było faktycznie przyczyną wycofania się jej za Bzurę. Tu dowiedział się, że również 4 i 16 DP wycofały się na północny brzeg Bzury. Taka sytuacja oznaczała definitywne przekreślenie zamierzonego uderzenia Armii „Pomorze” na Skierniewice.

## Wojska

### Struktura jednostek polskich
| ZT/ dowództwa                        | Oddziały/dowództwa                   | Dowódcy jednostek               |
| ------------------------------------ | ------------------------------------ | ------------------------------- |
| dowództwo Armii „Pomorze”            | dowództwo Armii „Pomorze”            | gen. Władysław Bortnowski       |
| 26 Dywizja Piechoty                  | dowodztwo                            | płk Adam Brzechwa-Ajdukiewicz   |
| 26 Dywizja Piechoty                  | 37 pułk piechoty                     | ppłk Stanisław Kurcz            |
| 26 Dywizja Piechoty                  | 10 pułk piechoty                     | ppłk Otton Bruno Urban          |
| 26 Dywizja Piechoty                  | 18 pułk piechoty                     | ppłk dypl. Wiktor Majewski      |
| 26 Dywizja Piechoty                  | 26 pułk artylerii lekkiej            | ppłk Hieronim Suszczyński       |
| dowództwo Grupy Operacyjnej „Wschód” | dowództwo Grupy Operacyjnej „Wschód” | gen. Mikołaj Bołtuć             |
| 4 Dywizja Piechoty                   | dowództwo                            | płk Józef Werobej               |
| 4 Dywizja Piechoty                   | 67 pułk piechoty                     | ppłk Karol Kumuniecki           |
| 4 Dywizja Piechoty                   | 63 pułk piechoty                     | ppłk Stefan Kaczmarczyk         |
| 4 Dywizja Piechoty                   | 14 pułk piechoty                     | mjr Jan Łobza                   |
| 4 Dywizja Piechoty                   | baon ON „Jabłonowo”                  | kpt. Mikołaj Korwin-Kossakowski |
| 4 Dywizja Piechoty                   | baon ON „Brodnica”                   | mjr Jakiw Halczewski            |
| 4 Dywizja Piechoty                   | I/57 pp                              | mjr Stanisław Hrycek            |
| 4 Dywizja Piechoty                   | 4 pułk artylerii lekkiej             | ppłk Józef Pyrek                |
| 4 Dywizja Piechoty                   | 4 dywizjon artylerii ciężkiej        | mjr Stefan Stachowski           |
| 4 Dywizja Piechoty                   | I/2 pułku artylerii ciężkej          | mjr Adam Jankowski              |
| 16 Dywizja Piechoty                  | dowództwo                            | płk Zygmunt Bohusz-Szyszko      |
| 16 Dywizja Piechoty                  | 64 pułk piechoty                     | mjr Aleksander Rewerowski       |
| 16 Dywizja Piechoty                  | 65 pułk piechoty                     | płk Stanisław Cieślak           |
| GO płk. Świtalskiego                 | dowództwo                            | płk dypl. Stanisław Świtalski   |
| GO płk. Świtalskiego                 | II/18 pp                             | mjr Feliks Kozubowski           |
| GO płk. Świtalskiego                 | 2 i 3/26 pal                         |                                 |
| Wielkopolska BK                      | dowództwo                            | gen. Roman Abraham              |

## Bilans walk
Natarcie na Skierniewice było jedynym zwrotem zaczepnym Armii „Pomorze” realizowanym całością sił. Jej dowódca gen. Władysław Bortnowski nie zdradzał jednak większego zainteresowania tymi działaniami. Zgodził się z koncepcją, podpisał rozkazy i raczej biernie przyglądał się rozwojowi wydarzeń. Niepowodzenie natarcia poważnie pogorszyło ogólne położenie wojsk gen. Kutrzeby. Skutki nowej sytuacji ujemnie wpłynęły na powierzonym Grupie Operacyjnej gen. Knolla zadaniu natarcia na Sochaczew. Trwanie Armii „Pomorze” w pasywnej obronie tworzyło dość wątpliwą osłonę tego działania.
Grupa Operacyjna gen. Bołtucia poniosła 14 września bardzo duże straty. Najwięcej ucierpiała 16 Dywizja Piechoty. Jej stany w pułkach spadły poniżej 1000 ludzi. Większość dowódców kompanii i niemal wszyscy dowódcy plutonów polegli lub odnieśli rany. Straty w 4 DP wyniosły około 500 ludzi, w tym 380 rannych.